# St-Savin-en-Lavedan (Saint-Savin)

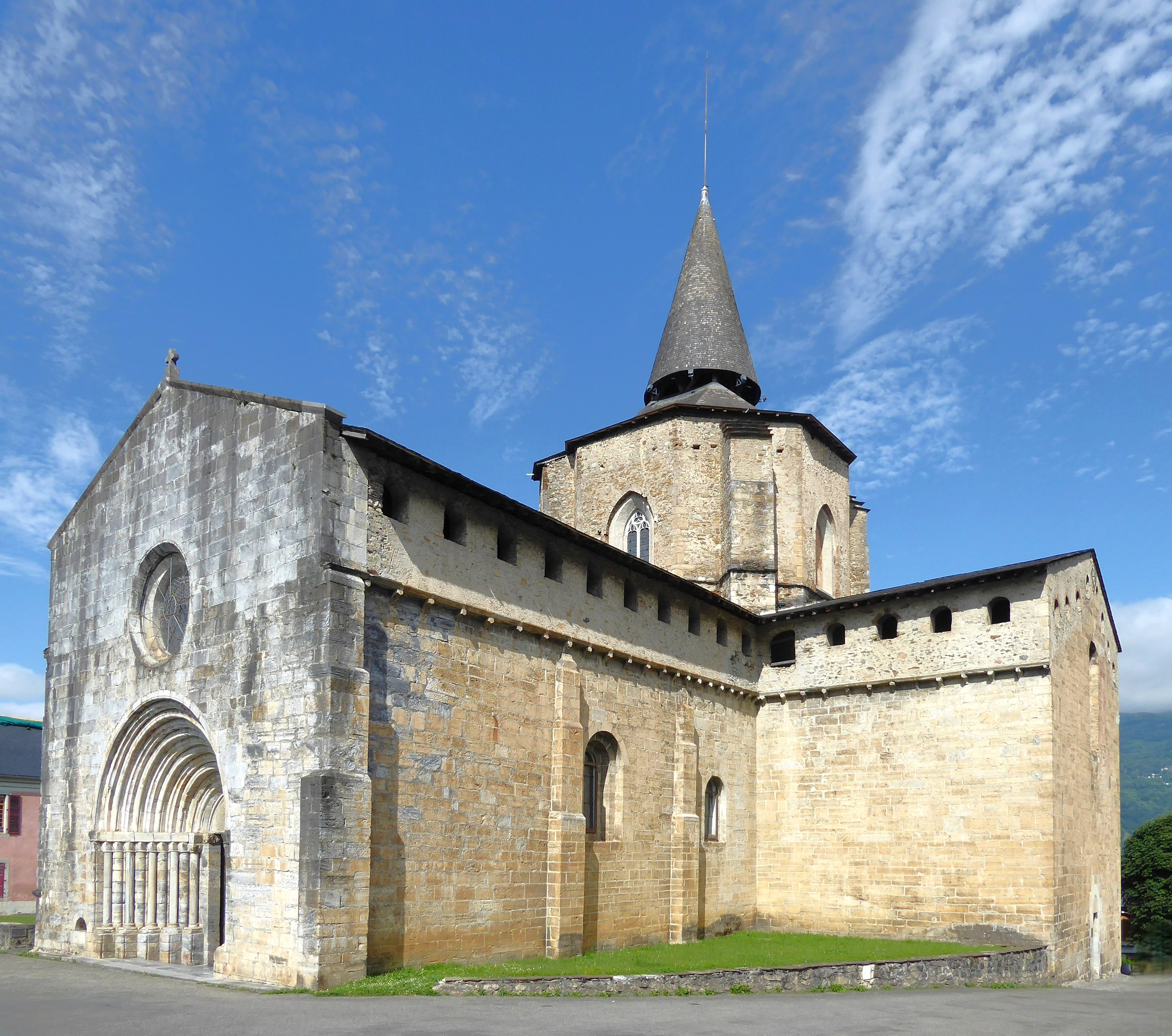
Die Kirche St-Savin-St-Lavedan

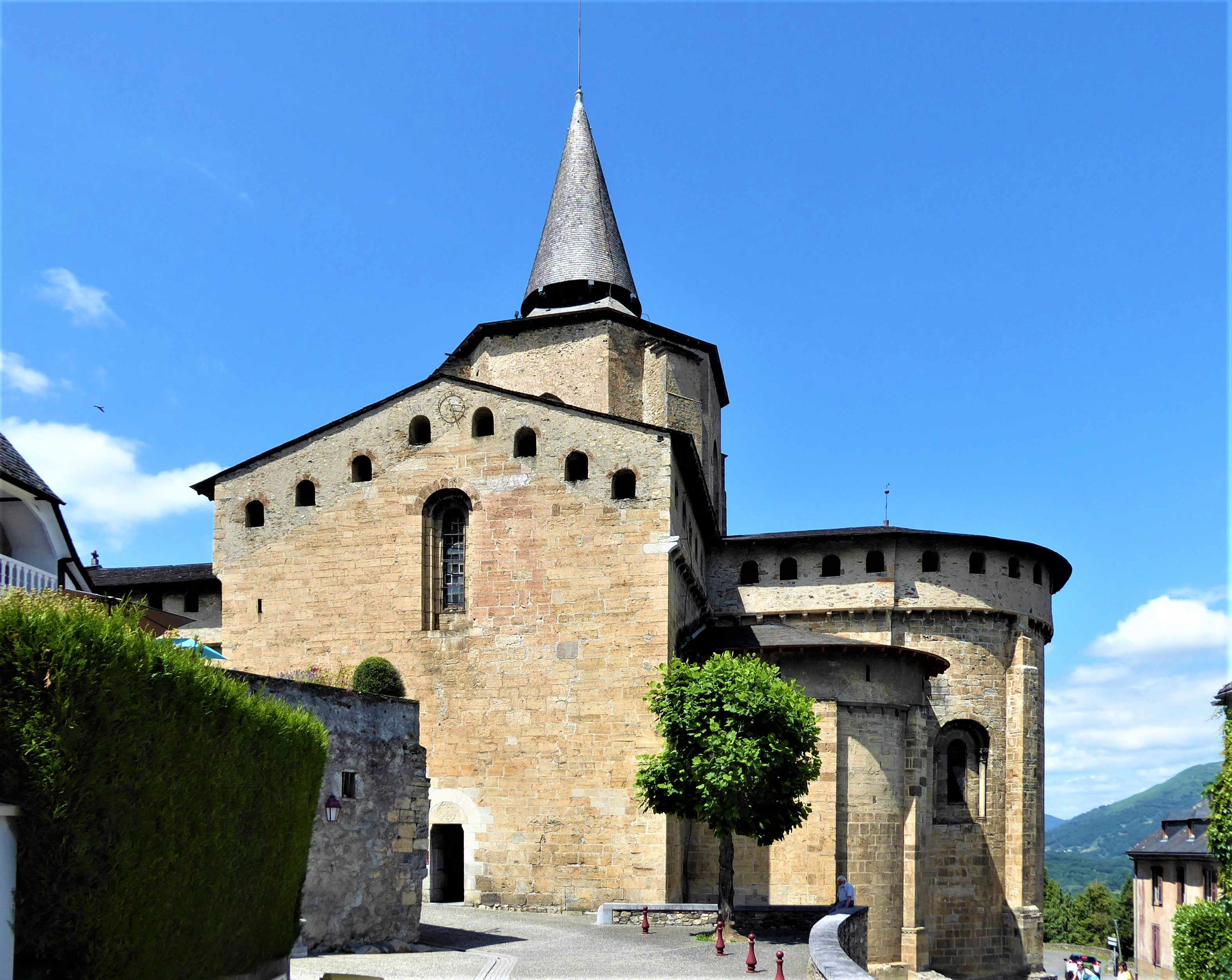
Blick zu Querhaus und Chor mit der nachträglichen Erhöhung um einen Wehrgang

Die Kirche St-Savin-en-Lavedan ist die frühere Abteikirche eines Benediktinerklosters und heutige römisch-katholische Pfarrkirche von Saint-Savin in der Landschaft des Lavedan im Département Hautes-Pyrénées in Frankreich. Die Kirche wurde 1840 als Monument historique klassifiziert. Die Kirche ist bekannt für ihre Renaissance-Orgel.

## Geschichte
Die Kirche untersteht dem Patrozinium des heiligen Einsiedlers Savinus von Lavedan, der im 5. Jahrhundert in der Region gelebt hat. Nach seinem Tod wurden seine Gebeine in das Dorf Bencer – der alte Name von Saint-Savin – gebracht, um dort verehrt zu werden. Seine Reliquien befinden sich im Hauptaltar der heutigen Pfarrkirche St-Savin.
Ein frühes, hier im 4. oder 5. Jahrhundert gegründetes Kloster, wurde im 8. Jahrhundert durch arabische Invasionen zerstört. Unter Karl dem Großen erfolgte ein Wiederaufbau der Anlage. Die heute noch erhaltene romanische Abteikirche wurde im Kern im 12. Jahrhundert errichtet und später um den umlaufenden Wehrgang erhöht. Der gotische Turm über der Vierung entstand im 14. Jahrhundert. Aufgrund von Erdbeben in den Jahren 1660 und 1754 mussten Wiederherstellungsarbeiten erfolgen. 1791 wurde die Abteikirche im Zuge der Französischen Revolution durch Einspruch der Einwohner Saint-Savins nicht mit den übrigen Klostergebäuden verkauft, sondern sie wurde Pfarrkirche des Ortes, damit man die alte Gemeindekirche St-Jean ersetzen konnte, die baufällig und zu klein geworden war.
Im Jahr 1840, als die Pfarrkirche unter Denkmalschutz gestellt wurde, drohte sie wegen des schlechten baulichen Zustands zu verfallen. Im Jahr 1854 stürzten als Folge eines weiteren Erdbebens Teile des Gewölbes des Kirchenschiffs ein, außerdem drohte die Hauptfassade einzustürzen. 1855 wurden durch Interventionen der Kunsthistoriker Émile Boeswillwald und Prosper Mérimée Mittel für die Restaurierung des Gebäudes bereitgestellt. Von den mittelalterlichen Klausurgebäuden ist nur der romanische Kapitelsaal erhalten.

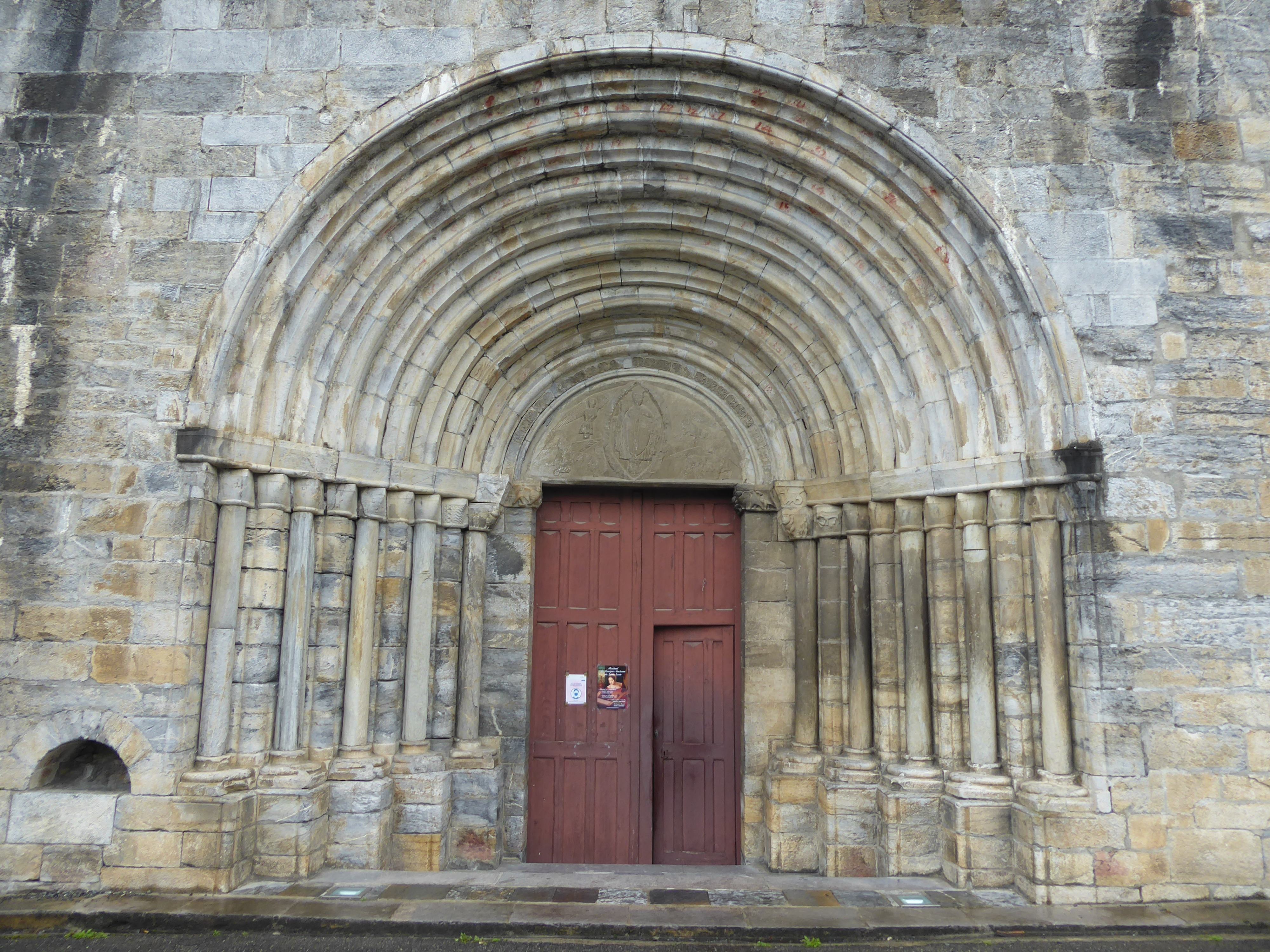
Westportal der Abteikirche
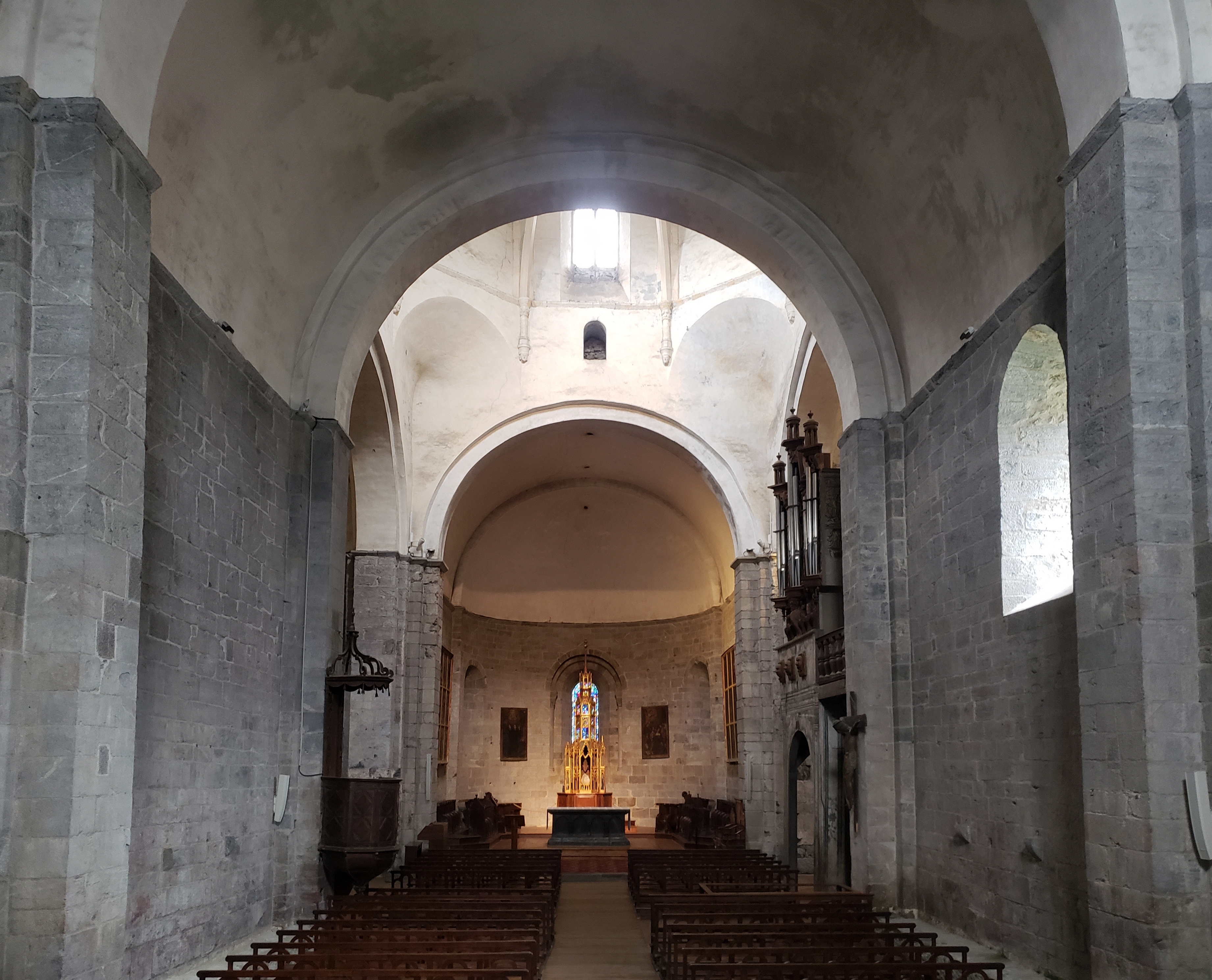
Blick durch das Langhaus Richtung Chor
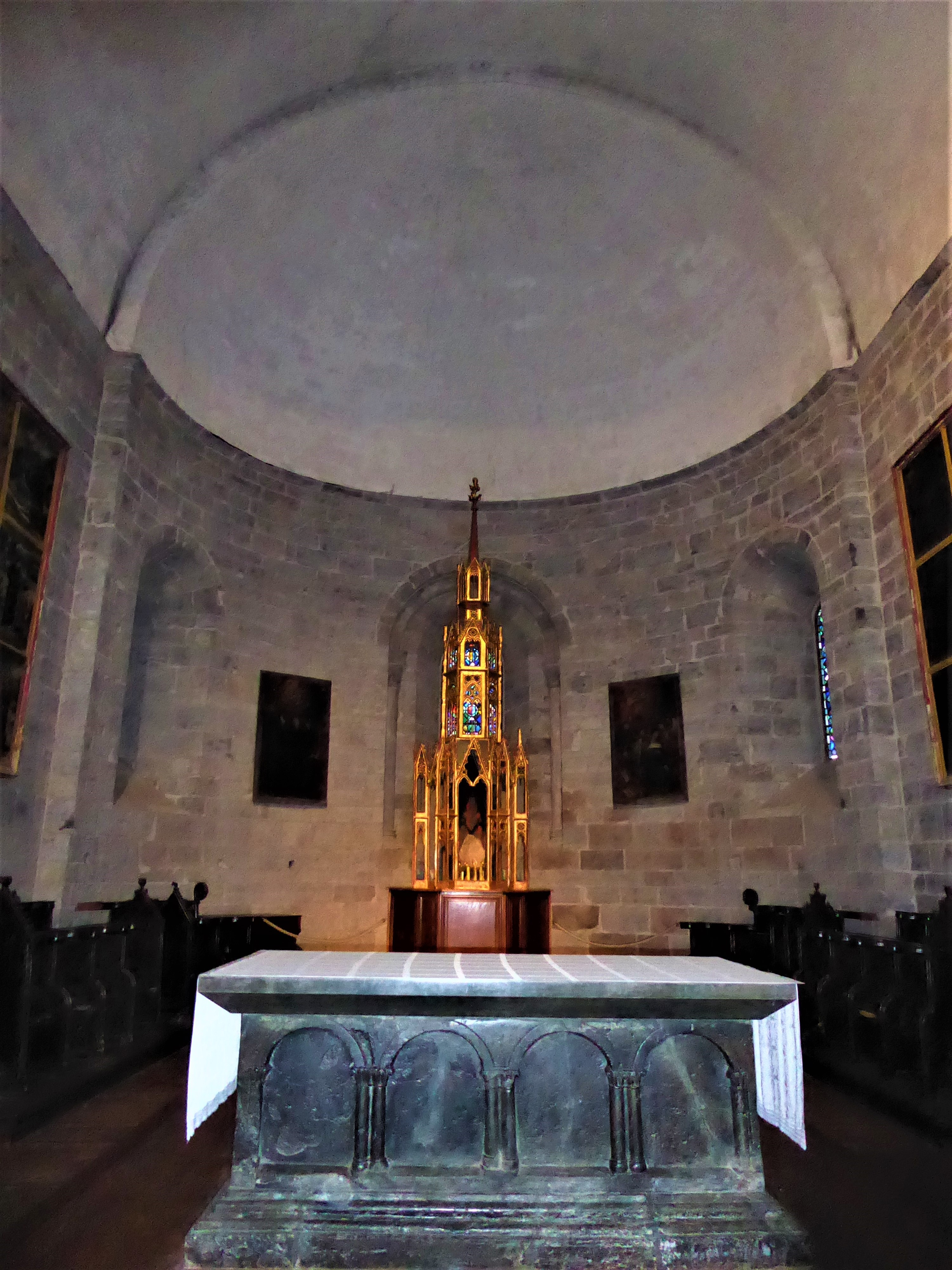
Hauptapsis mit dem Sarkophag des heiligen Savinus
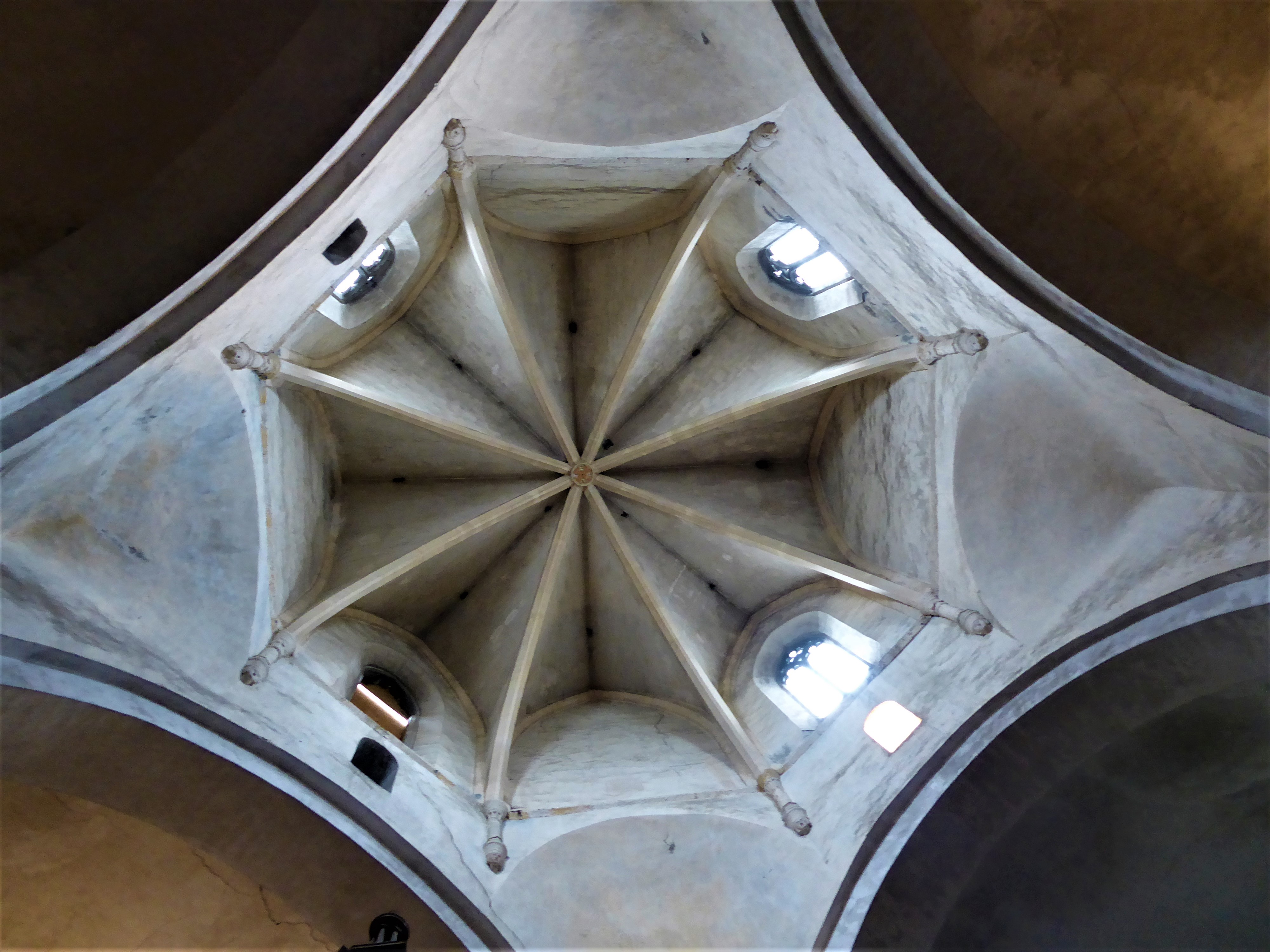
Blick in das Gewölbe der Vierung
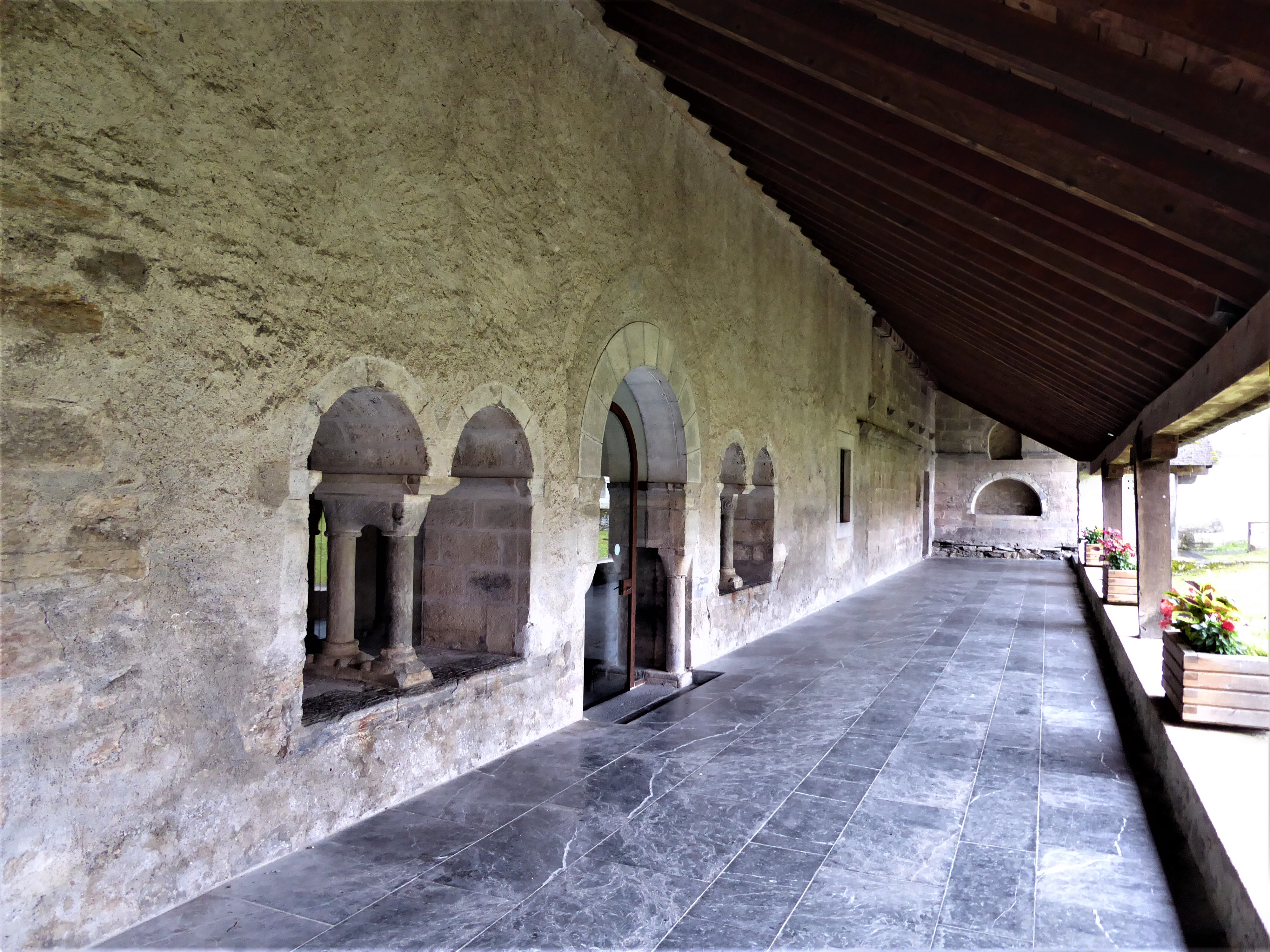
Im Hintergrund das nördliche Querhaus der Abteikirche und die anschließende Fassade des Kapitelsaals

## Orgel

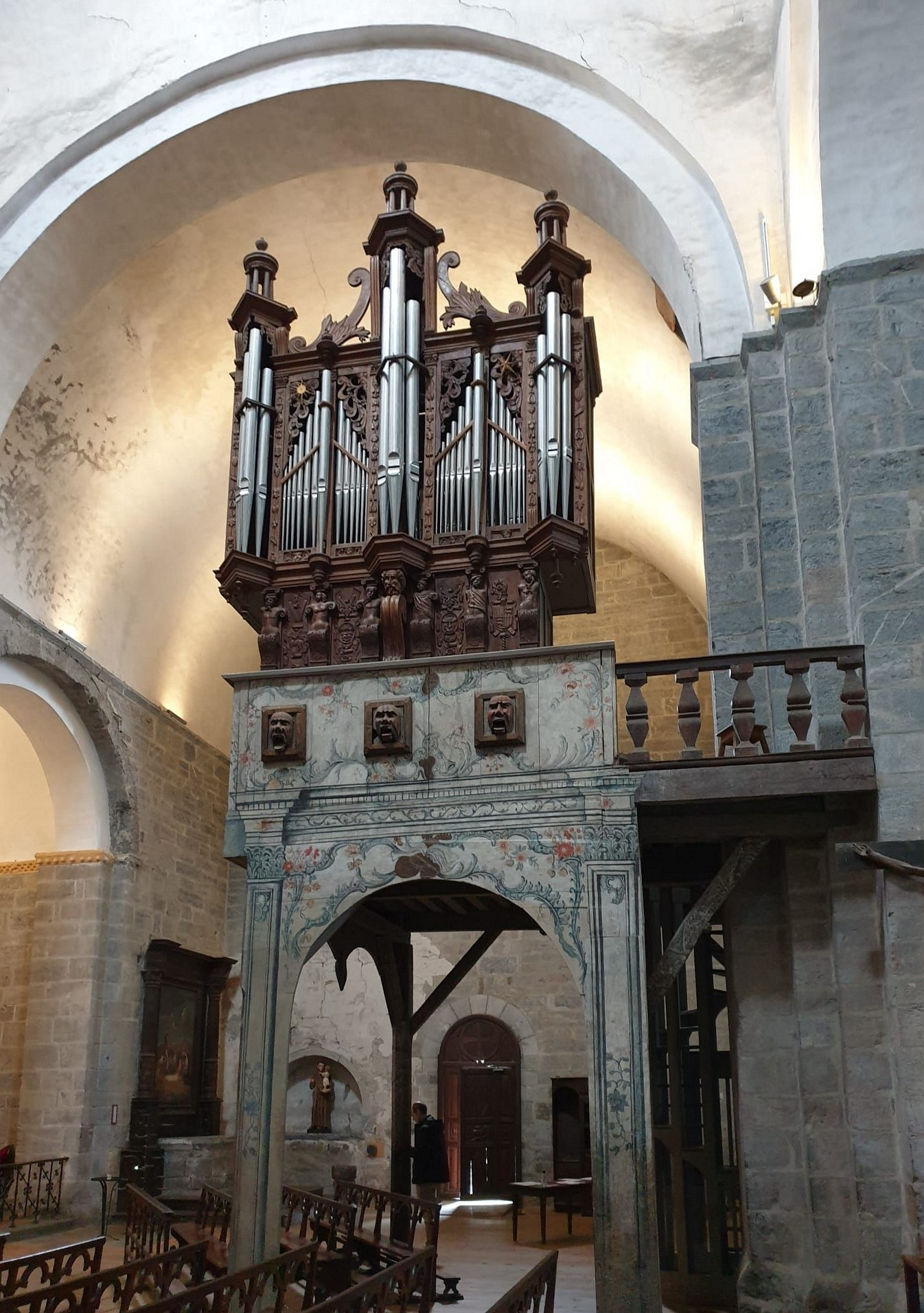
Renaissance-Orgel (1557) der Abteikirche

Die Abteikirche Saint-Savin besitzt eine Orgel von 1557. Es ist eine der wenigen erhaltenen Renaissance-Orgeln und eine der ältesten Orgeln Frankreichs. Sie ist auf einer kleinen Empore im rechten Querschiff aufgestellt. 1618 erfolgten einige Reparaturen. Während der Französischen Revolution wurde ein Teil der Pfeifen geraubt, sodass das Instrument ab 1861 als Ruine ungenutzt blieb. Ab 1904 gab es Pläne zur Wiederherstellung; solche wurden erst 1996 durch die Orgelbauer Alain Sals und Charles Henry aus Entrechaux realisiert.
Erhalten sind das Gehäuse, die Windladen und Rasterbretter, Teile der Traktur, zwei Keilbälge und einige wenige Pfeifen. Die Orgel hat ein Manual und acht Register. Sie wurde 1904 als Monument historique klassifiziert. Die Disposition lautet wie folgt:
| Manual FGA–g2a2 |                |       |
| 1.              | Montre B+D     | 8′    |
| 2.              | Prestant       | 4′    |
| 3.              | Flûte bouchée  | 4′    |
| 4.              | Douzième       | 2 ⁄3′ |
| 5.              | Quinzième      | 2′    |
| 6.              | Dix-neuvième   | 1 ⁄3′ |
| 7.              | Vingt-deuxième | 1′    |
| 8.              | Régale         | 16′   |

- Tremblant
- Stern
- Rossignol
- Mitteltönige Stimmung bei a1 = 365 Hz.